# Ala tingslag
Ala tingslag var ett tingslag i Gävleborgs län. Tingslaget omfattade sydöstra delen av landskapet Hälsingland utmed Bottenhavet kring och innanför Söderhamn. År 1934 hade tingslaget 26 905 invånare och hade en areal av 1 325 kvadratkilometer, varav land 1 197. Tingsplats var till 1890-talet Mo-Myskje, därefter Bergs utanför Söderala.
Tingslaget bildades 1877 då under namnet Södra Hälsinglands östra tingslag, där namnet ändrades 1907 med namnet Sydöstra Hälsinglands östra tingslag som redan under 1907 namnändrades till Ala tingslag.  Tingslaget uppgick 1948 i Sydöstra Hälsinglands domsagas tingslag.
Domsaga var Sydöstra Hälsinglands domsaga, bildad 1907 ur Södra Hälsinglands domsaga.

## Socknar
Tingslaget omfattade följande sex socknar:
från Norrala tingslag
- Mo
- Norrala
- Rengsjö
- Söderala varur Bergviks församling utbröts 1914 och Ljusne församling 1917
- Trönö

från Hanebo tingslag
- Skog varur Lingbo församling utbröts 1917